# Reserva de flora y fauna La Florida
La reserva de flora y fauna La Florida es un área natural protegida provincial ubicada en el departamento Coronel Pringles, San Luis, Argentina.

## Características
Se encuentra en la ribera norte del dique La Florida, en la desembocadura del río Grande, a 45 km de la capital provincial; la ciudad más cercana es El Trapiche. Tiene una superficie de 347 ha, a 850 m s. n. m..  
El clima es templado subhúmedo serrano, con 23 °C de temperatura media en enero y 8,5 °C en julio. La media anual de precipitaciones es de 500-600 mm.

## Objetivos
Preservación de las especies y la diversidad genética de la flora y la fauna y educación e interpretación ambiental.

## Flora
Algunas de las especies: algarrobo blanco y negro, caldén, tala, espinillos, molle, chañares, piquillín, usillo y varias especies de gramíneas.

## Fauna
Hay animales en libertad, en cautiverio y en semicautiverio, entre ellos:  
pumas, llamas, cabras, ciervos axis, perdices, armadillos, zorro gris, lagarto colorado y overo, gato montés, liebre europea, murciélagos, aves acuáticas (garzas, patos), aves rapaces y canoras,  ñandúes, cóndores, mataco, pecarí, chivas, ciervo rojo, boas de las vizcacheras, águila mora y coronada.